# 惑星科学研究センター
惑星科学研究センター（わくせいかがくけんきゅうセンター、英: Center for Planetary Science、略称:CPS) は、2007年に創設された、惑星科学に関わる様々な研究を支援し、促進することを目指して設立された研究教育拠点である。

## 概要
惑星科学に関わる幅広い分野の研究会やスクールを企画、または公募し、運営と講演資料のアーカイブを支援している。

## 沿革
- 2007年4月1日、神戸大学に設置。初代センター長に向井正が就任。現センター長は林祥介。

## 所在地
- ポートアイランド 神戸大学統合研究拠点 3 階